# Hyposcada virginia
Hyposcada virginia är en fjärilsart som beskrevs av William Chapman Hewitson 1854. Hyposcada virginia ingår i släktet Hyposcada och familjen praktfjärilar. Inga underarter finns listade i Catalogue of Life.